# Naufrage de l'ARA San Juan (S-42)
Pour l'article consacré au sous-marin, voir ARA San Juan (S-42).
Pour les articles homonymes, voir San Juan.
La disparition du sous-marin ARA San Juan est annoncée par le commandement de la marine argentine le 17 novembre 2017. Le contact est perdu avec le ARA San Juan (S-42), un sous-marin de classe Santa Cruz, depuis que celui-ci a envoyé sa position pour la dernière fois le 15 novembre 2017 à 430 km de la côte argentine. L'annonce de la découverte de l'épave est faite un an plus tard, le 16 novembre 2018.

## Disparition

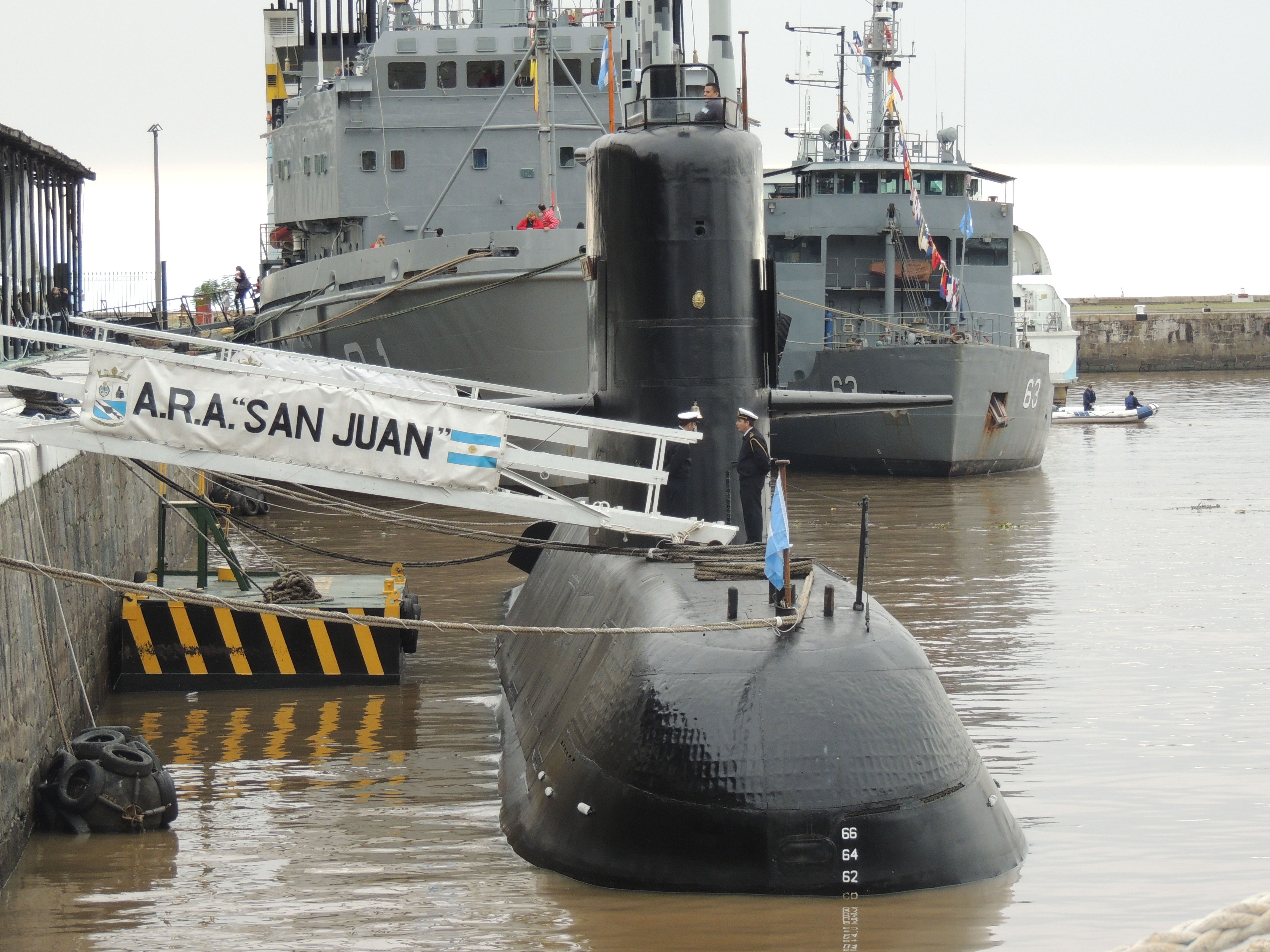
Le San Juan à quai le 14 mai 2017.

Le sous-marin effectue des exercices de surveillance maritime en mer d'Argentine dans la zone de Puerto Madryn.
Le sous-marin est parti le 7 novembre de Mar del Plata pour rejoindre Ushuaïa (à 3 200 km au sud), où il a passé trois jours avant d'entamer le voyage de retour. Quarante-quatre sous-mariniers (dont Eliana Krawczyk, qui est la première femme officier dans cette spécialité en Amérique latine) se trouvaient à bord. Le 17 novembre 2017, le commandement de la marine argentine indique qu'il « n'a plus eu de contact » avec le sous-marin ARA San Juan (S-42) depuis que celui-ci a envoyé sa position pour la dernière fois le 15 novembre 2017 à 430 km des côtes de la Patagonie,.
Immergé, le sous-marin a une autonomie en oxygène limitée à sept jours.

### Équipage
| Rang                 | État civil                       | Âge | Notes |
| -------------------- | -------------------------------- | --- | ----- |
| Capitán de fragata   | Pedro Martín Fernández           | 45  |       |
| Capitán de corbeta   | Jorge Ignacio Bergallo           | NC  |       |
| Teniente de navío    | Fernando Vicente Villarreal      | NC  |       |
| Teniente de navío    | Fernando Ariel Mendoza           | NC  |       |
| Teniente de navío    | Diego Manuel Wagner              | 38  |       |
| Teniente de navío    | Eliana María Krawczyk            | 35  |       |
| Teniente de navío    | Víctor Andrés Maroli             | 37  |       |
| Teniente de fragata  | Adrián Zunda Meoqui              | NC  |       |
| Teniente de fragata  | Renzo David Martín Silva         | 32  |       |
| Teniente de corbeta  | Jorge Luis Mealla                | 30  |       |
| Teniente de corbeta  | Alejandro Damián Tagliapetra     | 27  |       |
| Suboficial principal | Javier Alejandro Gallardo        | 47  |       |
| Suboficial primero   | Alberto Cipriano Sánchez         | NC  |       |
| Suboficial primero   | Walter Germán Real               | NC  |       |
| Suboficial primero   | Hernán Ramón Rodríguez           | NC  |       |
| Suboficial primero   | Víctor Hugo Coronel              | NC  |       |
| Suboficial segundo   | Cayetano Hipólito Vargas         | 45  |       |
| Suboficial segundo   | Roberto Daniel Medina            | 40  |       |
| Suboficial segundo   | Celso Oscar Vallejos             | NC  |       |
| Suboficial segundo   | Hugo Arnaldo Herrera             | NC  |       |
| Suboficial segundo   | Víctor Marcelo Enríquez          | 37  |       |
| Suboficial segundo   | Ricardo Gabriel Alfaro Rodríguez | 37  |       |
| Suboficial segundo   | Daniel Adrián Fernández          | NC  |       |
| Suboficial segundo   | Luis Marcelo Leiva               | NC  |       |
| Caporal principal    | Jorge Ariel Monzón               | NC  |       |
| Caporal principal    | Jorge Eduardo Valdez             | 33  |       |
| Caporal principal    | Cristian David Ibáñez            | NC  |       |
| Caporal principal    | Mario Armando Toconas            | 36  |       |
| Caporal principal    | Franco Javier Espinoza           | 33  |       |
| Caporal principal    | Jorge Isabelino Ortiz            | 32  |       |
| Caporal principal    | Hugo Dante César Aramayo         | 33  |       |
| Caporal principal    | Luis Esteban García              | NC  |       |
| Caporal principal    | Sergio Antonio Cuellar           | NC  |       |
| Caporal principal    | Fernando Gabriel Santilli        | NC  |       |
| Caporal principal    | Alberto Ramiro Arjona            | 32  |       |
| Caporal principal    | Enrique Damián Castillo          | NC  |       |
| Caporal principal    | Luis Carlos Nolasco              | NC  |       |
| Caporal principal    | David Alonso Melián              | 30  |       |
| Caporal principal    | Germán Oscar Suárez              | NC  |       |
| Caporal principal    | Daniel Alejandro Polo            | NC  |       |
| Caporal principal    | Leandro Fabián Cisneros          | 28  |       |
| Caporal principal    | Luis Alberto Niz                 | NC  |       |
| Caporal principal    | Federico Alejandro Alcaraz Coria | 27  |       |
| Caporal second       | Aníbal Tolaba                    | NC  |       |

## Organisation des recherches

### Historique des recherches
Une aide internationale aérienne et maritime est fournie ou proposée à la marine argentine par différents pays. Cette aide est fournie dans le cadre de l'ISMERLO (en), mis en place par l'OTAN,.
Un destroyer, deux corvettes et deux avions de surveillance Grumman S-2 Tracker argentins participent initialement à l'opération de recherches lancée à quelque deux cents milles marins au sud-est du golfe San Jorge.
Le 17 novembre, le Chili, l’Uruguay, le Brésil, le Pérou et l'Afrique du Sud proposent également leur aide.
Le Nato submarine rescue system de l'OTAN est déployé aux côtés des aides matérielles de chaque pays.
Dans l'après-midi du 18 novembre, une dizaine de navires dont un britannique participent aux recherches.
Dans la nuit du 18 au 19 novembre, la marine argentine déclare qu'elle a reçu sept tentatives d'appels d'une durée de quatre à trente-six secondes, reçus entre 10 h 52 et 15 h 42 par téléphone satellite (entre 13 h 52 et 18 h 42 GMT),. La marine précise qu'il n'y a aucune preuve que ces appels proviennent bien du ARA San Juan et a finalement démenti qu'ils proviennent de celui-ci.
Le 20 novembre, Gabriel Galeazzi, chef d'état-major de la base navale de Mar del Plata (es), déclare que le 15 novembre, le San Juan a signalé des dommages dans le système des batteries (court-circuit) et que le trajet initial a été modifié pour que le sous-marin se dirige vers Mar del Plata,.
Il annonce aussi que des bruits sous-marins ont été détectés par le sonar de deux navires, mais en fin de journée le capitaine Enrique Balbi déclare que « l’empreinte acoustique ne correspond pas à celle d’un sous-marin. […] Cela peut être un bruit biologique ».
Le 21 novembre, la surface à explorer correspond à 482 507 km2, une surface équivalente à celle de l'Espagne.
Le 24 novembre, la probabilité de retrouver des survivants devient quasiment nulle. Le même jour, l'ensemble des moyens déjà affectés à la recherche du sous-marin sont renforcés par un sous-marin brésilien et par un navire de recherche russe. Fin novembre 2017, les opérations de recherche mobilisent quatre mille personnes,.
À partir du 25 novembre, les recherches se concentrent sur une surface de 49 000 km2 autour du dernier signal reçu, à proximité du Golfe San Jorge. Cette zone de talus continental est profonde de 200 à 1 500 m, et correspond à un cercle d'environ 250 km de diamètre autour du dernier signal reçu.
Le 27 novembre, la zone de recherche est réduite à un carré de 72 km de côté centré sur la position de l'anomalie hydroacoustique,.
Le 29 novembre, l'OTICE affine encore la localisation de l'anomalie hydroacoustique en intégrant les données sismiques régionales,. La zone de recherche est réduite à un rayon de 40 km autour de la position de l'anomalie hydroacoustique.
Le 30 novembre, après 15 jours sans nouvelles du sous-marin, la marine argentine indique qu'elle arrête les recherches de rescapés. Les recherches de l'épave vont se poursuivre mais au fond de la mer, avec un changement de moyens,.
Le 1er décembre, l'intégralité de la zone délimitée a été explorée. Six échos radar sur les fonds marins sont établis, dont deux ont été écartés car ce sont des bateaux de pêche Aux cinq unités déjà présentes sur la zone de recherche, s'ajouteront le 3 décembre l'aviso ARA Islas Malvinas (es) embarquant le ROV russe Pantera Plus opérant jusqu'à 1 000 m, puis lundi 4 le navire de recherche RV Atlantis (AGOR-25) et son submersible Alvin (DSV-2) pouvant plonger à plus de 6 000 m,,,,. L'Atlantis embarque aussi le ROV CURV-21, descendant lui aussi à 6 000 m.
Le 2 décembre, le « contact » à -477 m de fond établi par le Víctor Angelescu est le premier inspecté par le Pantera Plus. Il est écarté car son hélice ne correspond pas à celle du sous-marin disparu.
Le 3 décembre, l'état de la mer empêche les ROVs de plonger. Le navire russe Yantar doit arriver le lendemain et le navire américain Atlantis le 6 décembre. Ils sont tous les deux équipés d'un système de positionnement dynamique qui permet aux engins de plonger quelles que soient les conditions météorologiques.
Le 16 novembre 2018, le ministère de la Défense et la Marine argentine font savoir que l'investigation du point numéro 24 par Ocean Infinity, le navire mandaté pour les recherches, a permis la localisation de l'ARA San Juan à 800 mètres de profondeur,,,.

### Pays participant aux recherches

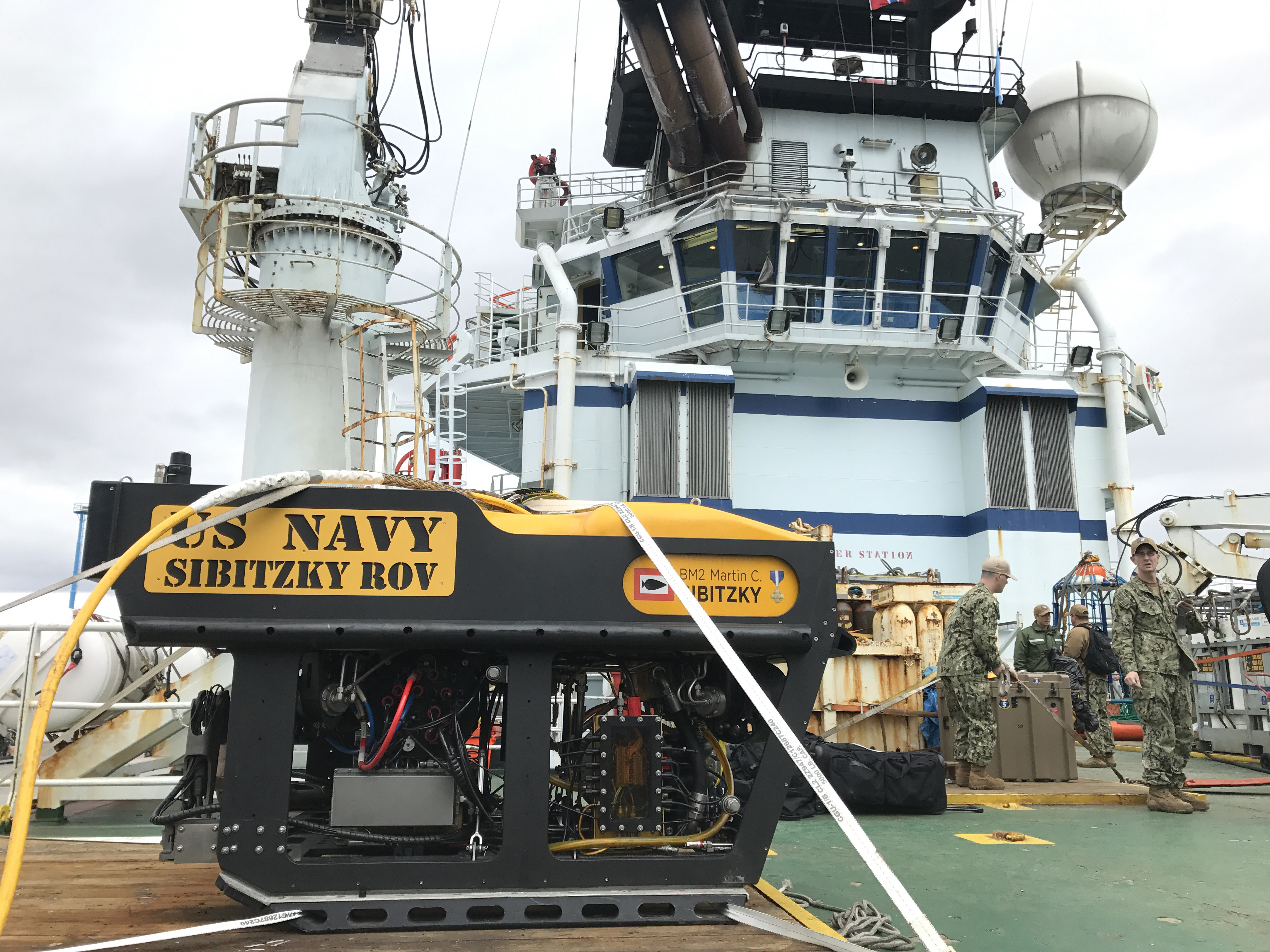
Le véhicule sous-marin téléguidé Sibitzky de lUndersea Rescue Command de l'US Navy à bord du navire norvégien Skandi Patagonia le 22 novembre 2017.

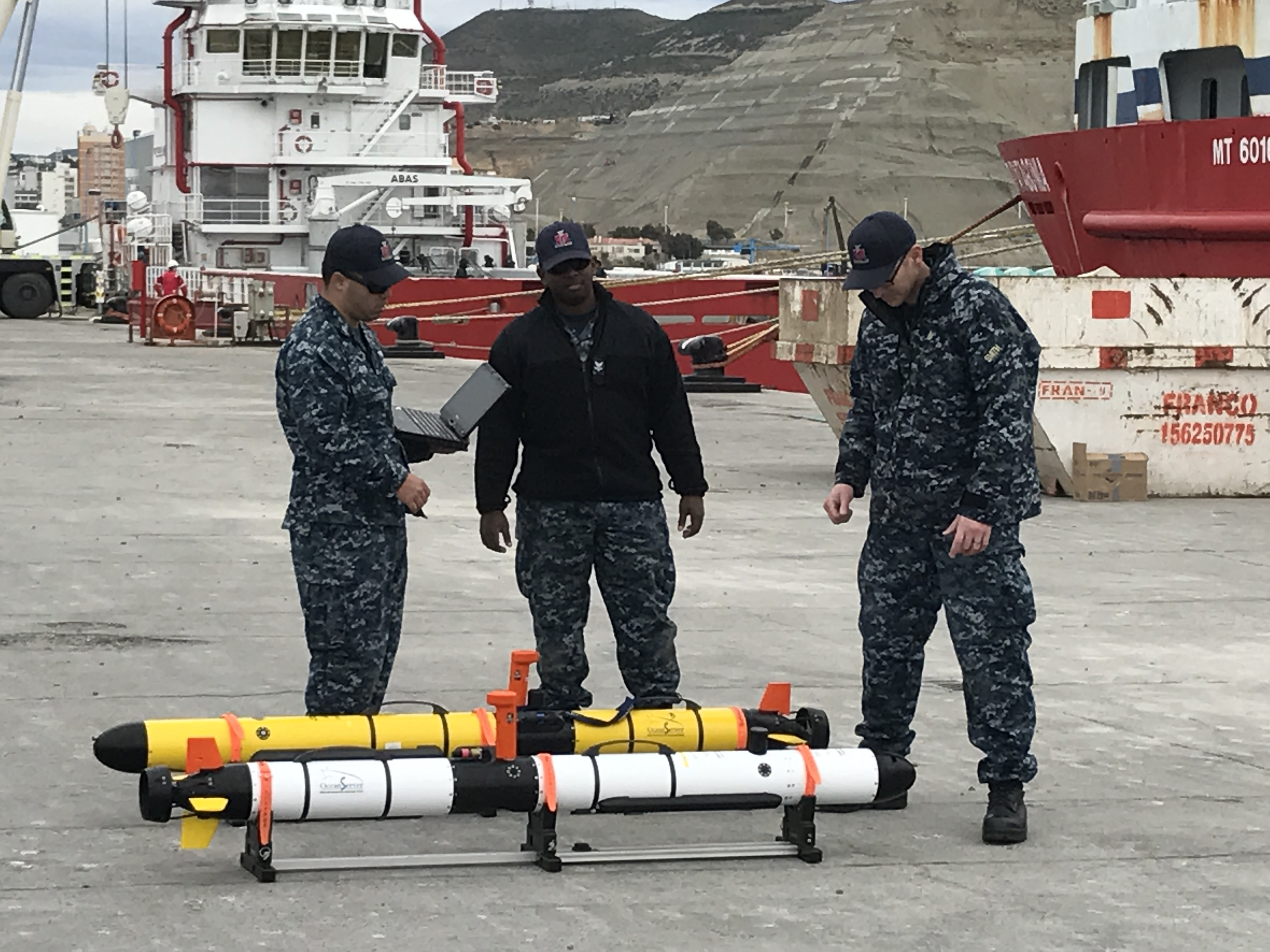
Des sous-marins téléguidés Iver3-580 de lUndersea Rescue Command de l'US Navy le 21 novembre 2017.

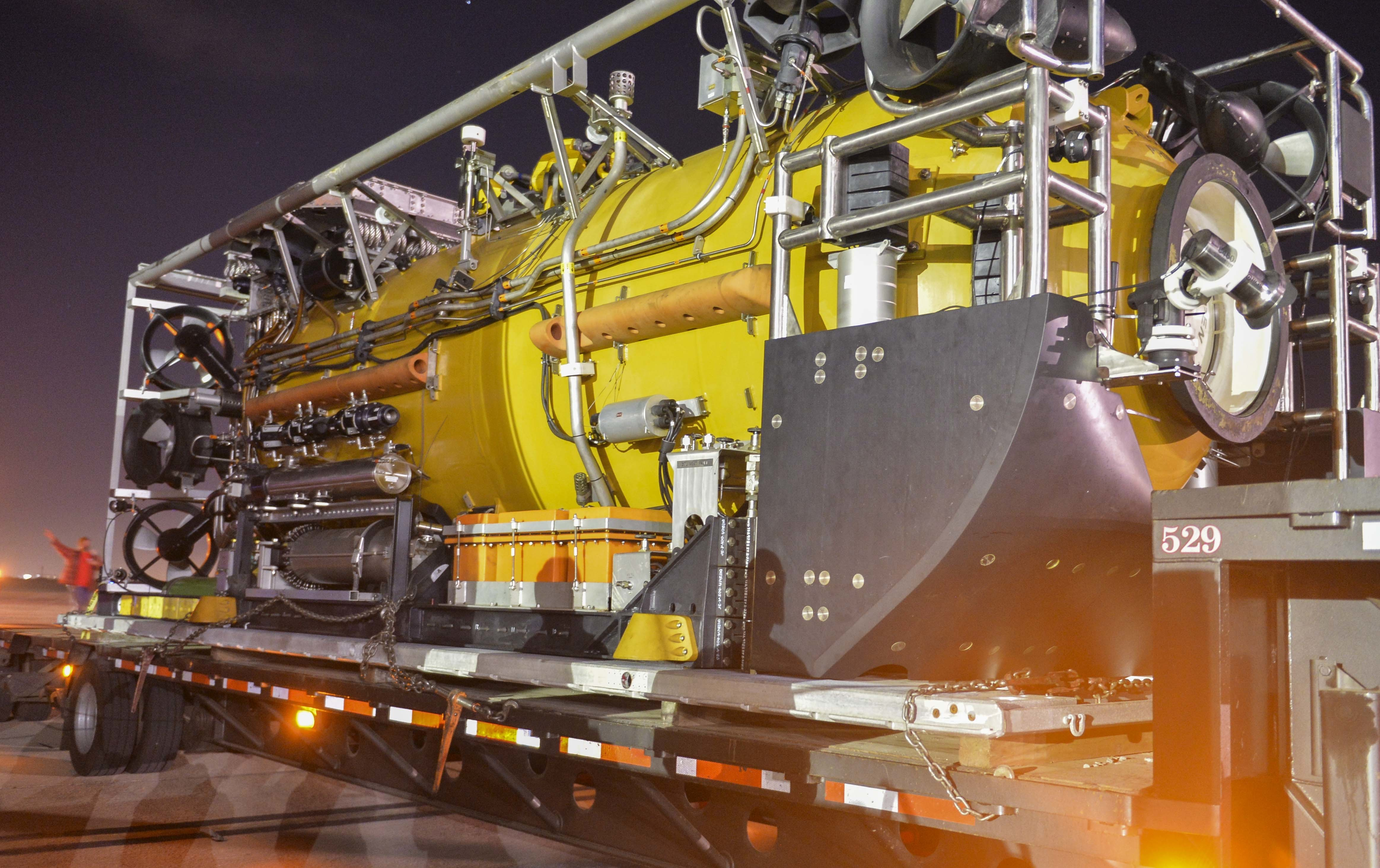
Pressurized Rescue Module.

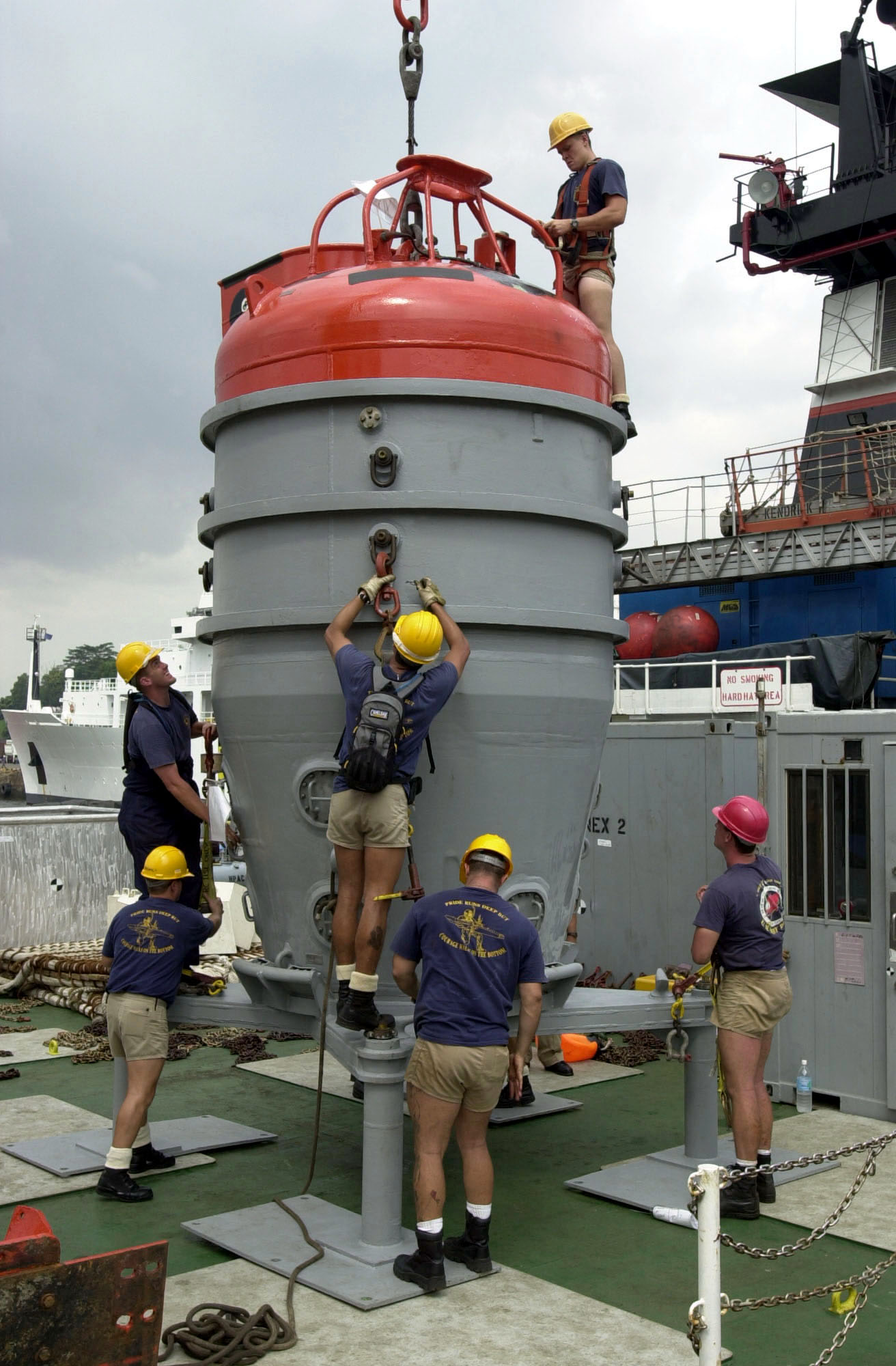
La Submarine Rescue Chamber.

- Allemagne : un Lockheed P-3 Orion de la Marineflieger[47].
- Argentine : couverture satellite assurée par l'INVAP et la Comisión Nacional de Actividades Espaciales.
  - Marine argentine : un destroyer, deux corvettes, un Beechcraft 200 Cormorán et deux avions de surveillance Grumman S-2 Tracker au début des recherches puis une dizaine de navires.
  - Force aérienne argentine : un Lockheed C-130 Hercules.
  - Préfecture navale argentine : un Beechcraft King Air.
- Brésil :
  - Force aérienne brésilienne : un Lockheed P-3 Orion et un CASA C-295[47].
  - Marine brésilienne : trois navires.
  - Petrobras : deux navires.
- Canada : envoi d'absorbeurs portables de CO2 et de générateurs portables d'oxygène par un Bombardier Challenger 600. Cet équipement est destiné à rendre l'atmosphère du sous-marin supportable pour les personnes qui y entreraient[48].
- Chili : un CASA C-295 de la marine chilienne[47] et un Boeing KC-135 Stratotanker de la force aérienne chilienne.
- Colombie : un CASA C-295 de la force aérienne colombienne[49].
- Équateur : un CASA C-295 de la force aérienne équatorienne.
- Espagne : expédition de trois containers de rations alimentaires, d'oxygène et d'équipement de secours[50].
- États-Unis :
  - un Lockheed P-3 Orion de la NASA équipé entre autres d'un gravimètre et d'un magnétomètre dépêché d'une mission en Antarctique[51] ;
  - deux Boeing P-8 Poseidon[52] de la United States Navy participent aux recherches.
  - des matériels sous-marins de l'US Navy ont été embarqués à bord du navire civil Skandi Patagonia[53] :
    - un Dolphin 12D[54],[55]
    - trois Iver3-580[56],[55]
    - le ROV Sibitzky[57]
    - la Submarine Rescue Chamber (en)[58]
    - le module de sauvetage pressurisé Pressurized Rescue Module embarqué sur le Sophie Siem[59].

  - le navire RV Atlantis (AGOR-25) rejoint les moyens exclusivement affectés à la recherche sous-marine.
- France : fourniture d'un Falcon 50 de la Marine Nationale et d'un sous-marin de sauvetage NSRS[10].
- Norvège : deux navires civils de transport :
  - le Skandi Patagonia fourni par DOF ASA. Il transporte la chambre de sauvetage McCann (en).
  - le Sophie Siem. Il a été transformé pour accueillir le module de sauvetage pressurisé PRM-1 Falcon de la marine américaine.
- Pérou : Fokker 60 de la force aérienne du Pérou.
- Royaume-Uni :
  - le 17 novembre, le Royaume-Uni propose le concours d'un Lockheed C-130 Hercules de la Royal Navy basé aux Malouines[60] puis un Airbus A330 MRTT de la Royal Air Force[61],[62] ;
  - le brise-glace HMS Protector (A173) (en) est sur zone à partir du 19 novembre[63].
- Russie :
  - un Antonov An-124 de l'armée de l'air russe
  - le navire océanographique Yantar du ministère russe de la Défense[64]. C'est le bateau mère des sous-marins miniatures Consul et Rus de classe Konsul[65].
  - le ROV Pantera Plus et deux autres conteneurs transportés par les corvettes ARA Robinson (P-45) (es) et ARA Islas Malvinas (A-24) (es)[66].
- Uruguay : un Beechcraft 200 Super King Air de la force aérienne uruguayenne et le navire de secours ROU 26 Vanguardia (en)[50],[67], navire remplacé par le remorqueur Didi-K.

### Navires participant aux recherches
| Pays        | Nom                                     | Propriétaire                  | Type                                     |
| ----------- | --------------------------------------- | ----------------------------- | ---------------------------------------- |
| Argentine   | ARA Hércules (B-52) (es)                | Marine argentine              | Transport rapide                         |
| Argentine   | ARA Espora (P-41) (es)                  | Marine argentine              | Corvette                                 |
| Argentine   | ARA Robinson (P-45) (es)                | Marine argentine              | Corvette                                 |
| Argentine   | ARA Spiro (P-43) (es)                   | Marine argentine              | Corvette                                 |
| Argentine   | ARA Islas Malvinas (A-24) (es)          | Marine argentine              | Corvette                                 |
| Argentine   | ARA Drummond (P-31) (es)                | Marine argentine              | Corvette                                 |
| Argentine   | ARA Granville (P-33) (es)               | Marine argentine              | Corvette                                 |
| Argentine   | ARA Patagonia (B-1)                     | Marine argentine              | Navire logistique                        |
| Argentine   | ARA Puerto Argentino (A-21) (es)        | Marine argentine              | Aviso                                    |
| Argentine   | ARA Puerto Deseado (Q-20)               | Marine argentine              | Navire océanographique                   |
| Argentine   | ARA Austral (Q-21)                      | Marine argentine              | Navire de recherche                      |
| Argentine   | ARA La Argentina (D-11) (es)            | Marine argentine              | Destroyer                                |
| Argentine   | ARA Sarandí (D-31) (es)                 | Marine argentine              | Destroyer                                |
| Argentine   | ARA Almirante Brown (D-30) (es)         | Marine argentine              | Destroyer                                |
| Argentine   | ARA Bahía San Blas (B-4) (es)           | Marine argentine              | Cargo                                    |
| Argentine   | PNA Tango (SB-15)                       | Préfecture navale argentine   | Navire d'appui et de plongée             |
| Argentine   | PNA Víctor Angelescu                    | Préfecture navale argentine   | Navire de recherche                      |
| Argentine   | PNA Doctor Manuel Mantilla (GC-24) (en) | Préfecture navale argentine   | Navire de recherche                      |
| Argentine   | PNA Prefecto Fique (GC-27) (en)         | Préfecture navale argentine   | Navire de recherche                      |
| Brésil      | Wyatt Candies                           | Petrobras                     | Navire civil de recherche                |
| Brésil      | Kelly Ann Candies                       | Petrobras                     | Navire civil de recherche                |
| Brésil      | F Rademaker (F-49) (pt)                 | Marine brésilienne            | Frégate anti-sous-marine                 |
| Brésil      | NSS Felinto Perry (K-11) (pt)           | Marine brésilienne            | Ravitailleur de sous-marins              |
| Brésil      | NPo Almirante Maximiano (H-41)          | Marine brésilienne            | Brise-glace et recherche océanographique |
| Chili       | AGS Cabo de Hornos                      | Marine chilienne              | Recherche océanographique                |
| États-Unis  | Escadron de secours de sous-marins      | United States Navy            |                                          |
| États-Unis  | RV Atlantis (AGOR-25)                   | United States Navy            | Navire océanographique                   |
| France      | Système de secours de sous-marins       | OTAN                          |                                          |
| Norvège     | Skandi Patagonia                        | DOF ASA                       | Navire civil de transport                |
| Norvège     | Sophie Siem                             | Siem Offshore                 | Navire civil de recherche                |
| Royaume-Uni | HMS Protector (A173) (en)               | Royal Navy                    | Brise-glace                              |
| Royaume-Uni | HMS Clyde (P257)                        | Royal Navy                    | Corvette                                 |
| Russie      | Yantar (en)                             | Ministère russe de la Défense | Recherche océanographique                |
| Uruguay     | Didi-K                                  | Marine nationale d'Uruguay    | Remorqueur                               |
| Uruguay     | ROU 26 Vanguardia (en)                  | Marine nationale d'Uruguay    | Navire de secours et de sauvetage        |

## Enquête technique

### Hypothèses en présence
Différentes hypothèses expliquant la disparition et l'absence de communications du sous-marin depuis son dernier relevé géographique sont émises :
- une anomalie électrique significative à bord du sous-marin est la première hypothèse avancée[69] ;
- sur la base d'une anomalie hydro-acoustique ayant eu lieu le 15 novembre à 13 h 55 GMT révélée au grand public le 23 novembre 2017 détectée par deux stations hydro-acoustiques de l'Organisation du traité d'interdiction complète des essais nucléaires sur l'île de l'Ascension et l'archipel Crozet[70],[71], l'hypothèse d'une explosion d'origine inconnue est extrapolée[72],[73] ;
- le 28 novembre 2017, selon América 24, la dernière communication du sous-marin signale un « court-circuit et […] un début d'incendie » à bord[74]. Le schnorchel aurait relâché de l'eau dans le sas des batteries principales, déclenchant un incendie. Une fois l'incendie éteint, l'équipage aurait désactivé le circuit d'alimentation électrique par les batteries principales, au profit des batteries de secours situées dans la poupe[75].

### Apports des explorations
Selon une hypothèse émise le 10 décembre 2017 par l'Office of Naval Intelligence, le sous-marin aurait sombré en une fraction de seconde. Les analyses de l'anomalie hydro-acoustique relevée le 15 novembre 2017 correspondent à une explosion de 5 700 kg d'équivalent-TNT. Cette explosion aurait eu lieu à une profondeur de 380 mètres sous le niveau de la mer. Cette simulation est à relier avec le dernier message envoyé par l'équipage, qui signale vouloir remonter à 40 mètres sous la surface.

## Conséquences

### Gestion de la communication
Les familles des membres d'équipage du sous-marin reprochent au gouvernement une communication mal maîtrisée, source d'angoisses supplémentaires.

### Fonctionnement de l'armée argentine et cour martiale
« De fortes tensions sont apparues entre le gouvernement et l’état-major de la marine » pour plusieurs motifs, liés à la conduite des opérations militaires, et à la communication globale. Par extension, le fonctionnement des différents corps de l'armée argentine est critiqué, faisant écho à la mauvaise image que le peuple argentin a de cette dernière.
À la suite de cet évènement, le chef de la marine argentine, l'amiral Marcelo Srur, est limogé.
Le 22 mars 2021, une cour martiale le condamne à 45 jours de détention, deux capitaines d'active ont été sanctionnés de 20 et 30 jours de détention et un ancien chef d'une base navale dans le sud du pays à 15 jours de prison.

### Enquête judiciaire
Un audit fait état d'irrégularités dans les contrats de fourniture des batteries des sous-marins argentins qui dans le cas du San Juan n'étaient plus sous garantie à la fin du chantier de rénovation.

### Accusations d'espionnage des familles de l'équipage
Les familles des victimes avaient mené à l'époque une intense campagne pour connaître le sort du sous-marin. Elles ont assuré avoir fait l'objet de filatures, d'écoutes téléphoniques, d'intimidations. En 2021, des poursuites judiciaires sont engagées contre deux anciens chefs du renseignement argentin et Mauricio Macri, alors chef de file de l'opposition.